# Берта Беренс
Емілія Вельгеміна Берта Беренс (нім. Emilie Wilhelmine Berta Behrens; 7 вересня 1848, Тале, Саксонія-Ангальт, Німеччина — 9 вересня 1912, Айзенах, Тюрингія, Німеччина) — німецька письменниця більш відома під псевдонімом Wilhelmine Heimburg.

## Біографія

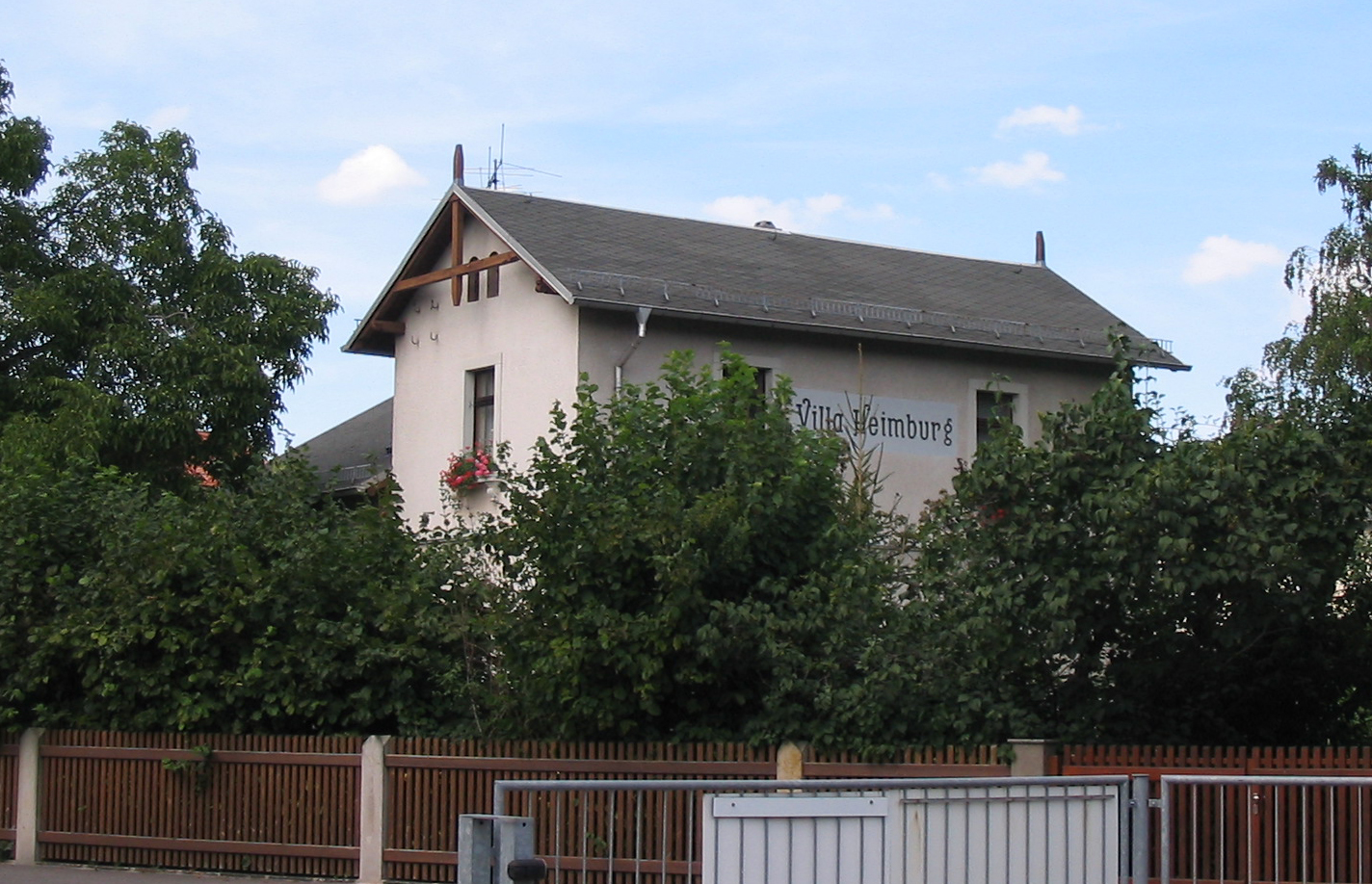
«Вілла Гаймбург» в Котцешенброді

Берта була дочкою військового лікаря і письменника Уго Беренса (Hugo Behrens, псевдонім: B. Renz). Вчилася в школі в Кведлінбурзі (Quedlinburg). Через перемішення по роботі батька родина переїхала спочатку в Глогау (Glogau), а потім в Зальцведель (Salzwedel), теж Саксонія-Ангальт). Тут вона жила з батьками в два роки у спокійній самітності. Під час хвороби мами дівчина вперше отримала жадобу творчості. Вона написала новелу Меланія (Melania), яка була негайно опублікована в жіночому часописі «Вікторія». Натхнена успіхом, вона написала у 1878 р. роман «З життя моєї старої подруги» (Aus dem Leben meiner alten Freundin). Завдяки цьому успіху вона стало однією з провідних найвідданіших спіробітниць родинного часопису «Альтанка» (Die Gartenlaube). Батька знову перевели по службі спочатку у Франкфурті-на-Майні, потім у Арнтштадт (Arnstadt, Тюрингія) і в кінцевому підсумку родина в 1881 р. осіла в Котцешенброді (Kötzschenbroda, Саксонія), де вони жили у сусідстві з Карлом Маєм. Свій будинок вона називала «Вілла Гаймбург». Письмеенниця дуже добре сприймалася читачами і по праву вважалася спадкоємницею Е. Мерліт (Е. Marlitt) і Е. Вернер (E. Werner). Деякі відомі письменники згадували, що вони свого часу зачитувалися творами Вільгеміни Гаймбург. Найвідомішим її романом був «Лізочка, дочка паперового фабриканта». (Lumpenmüllers Lieschen)

## Твори
- Gesammelte Romane und Novellen. Verlag Keil, Leipzig (später Union deutsche VG) -Зібрання романі і новел

| 1. Серія (1894/1896) 1. Aus dem Leben meiner alten Freundin — «З життя иоєї старої подруги» 2. Lumpenmüllers Lieschen — «Лізочка, дочка паперовог фабриканта» 3. Kloster Wendhusen — «Монастир Вендгузен» 4. Ein armes Mädchen. Das Fräulein Pate — «Бідна дівчина. Панночка похресниця». 5. Trudchens Heirat. Im Banne der Musen — «Одруження Трудочки. У владі муз». 6. Die Andere — «Інші» 7. Herzenskrisen — «Сердечні кризи» 8. Lore von Tollen — «Лора фон Толлен» 9. Eine unbedeutende Frau — «Незначна жінка» 10. Unter der Linde — «Під липою» | 2. Серія (1896/1898) 1. Mamsell Unnütz — «Мамзель Нікчема» 2. Um fremde Schuld — «За чужу провину» 3. Erzählungen — Оповідання 4. Haus Beetzen — «Дім Беетцен» 5. Trotzigen Herzen — «Вперті серця» | 3. Серія(1904/1906) 1. Antons Erben — «Спадщина Антона» 2. Im Wasserwinkel — «У водяному куті» 3. Sette Oldenroths Liebe — «Кохання Зета Олденрота» 4. Doktor Dannz und seine Frau — «Доктор Данц і його дружина» 5. Alte Liebe und anderes — «Старе кохання та інше» |

### Вибрані окремі видання
| - Alte Liebe und anderes. Erzählungen. Union-Verlag, Stuttgart 1922. — «Старе кохання та інше» - Die Andere. Roman.Union-Verlag, Stuttgart 1919. — «Інше». Роман. - Antons Erben. Roman. Union-Verlag, Stuttgart 1932. — «Спадщина Антона». Роман. - Ein armes Mädchen. Roman. Union-Verlag, Stuttgart 1932. — «Бідна дівчина». Роман. - Dazumal. Vier Novellen. Union-Verlag, Stuttgart 1919 — «Цього разу». Чотири новели. - Doktor Dannz und seine Frau. Union-Verlag, Stuttgart 1920. — «Доктор Данц і його дружина» - Eugenie John-Marlitt. Ihr Leben und ihre Werke. In: E. Marlitt's gesammelte Romane und Novellen, Band 10. Leipzig 1890. Євгенія Джон-Марліт. Її життя та її твори" - Das Eulenhaus. Roman. Melchert Verlag, Hamburg 1985, ISBN 3-87152-205-8 (aus dem Nachlass von E. Marlitt) — «Будинок сов». Роман. - Familie Lorenz. Roman. Verlag Schreiter, Berlin 1930. — «Родина Лоренц». Роман. - Gartenlaube. Leipzig 1880. = «Альтанка». - Großvaters Stammbuch. Novellen. Union-Verlag, Stuttgart 1919. — «Родовідна книга діда». - Haus Beetzen. Roman. Union-Verlag, Stuttgart 1932. — «Дім Беетцен». Роман. - Herzenskrisen. Roman. Meister-Verlag, Rosenheim 1953. — «Сердечні кризи». Роман. - Ihr einziger Bruder. Verlag Gebhardt, Leipzig 1882. — «її єдиний брат». - Im Wasserwinkel. Roman. Union-Verlag, Stuttgart 1932. — «У водяному куті». РОман. | - Kloster Wendhusen. Meister-Verlag, Rosenheim 1953. — «Монастир Вендгузен»/ - Lore von Tollen. Roman. Verlag Schreiter, Berlin 1930. — «Лора фон Троллен». Роман. - Lotte Lore. Roman. Union-Verlag, Stuttgart 1930. — «Лотта Лоре». Роман. - Lumpenmüllers Lieschen. Verlag Neues Leben, Berlin 1992, ISBN 3-355-01349-8. — «Лізочка, дочка паперового фабриканта». - Die lustige Frau Regine. Novellen und Skizzen. Union-Verlag, Stuttgart 1916. — «Весела пані Регіна». Новели і нариси. - Mamsell Unnütz. Roman. Union-Verlag, Stuttgart 1932. — «Мамзель нікчема». Роман. - Melanie (1875) — «Меланія». - Sabinens Freier. Auf schwankem Boden. 2 Novellen. Union-Verlag, Stuttgart 1920. — «Наречений Сабіни. З хиткого ґрунту». Дві новели. - Sette Oldenroths Liebe. Roman. Union-Verlag, Stuttgart 1932. — «Кохання Зета Олденрота». Роман. - Der Stärkere. Roman. Union-Verlag, Stuttgart 1927. «Сильніший», Роман. - Trotzige Herzen. Roman. Schreiter-Verlag, Berlin 1930. — «Вперті серця». Роман. - Trudchens Heirat. Roman. Union-Verlag, Stuttgart 1932. — «Одруження Трудочки». Роман. - Über steinige Wege. Roman. Schreiter-Verlag, Berlin 1930. — «Кам'янистим шляхом». Роман. - Um fremde Schuld. Roman. Union-Verlag, Stuttgart 1927. — «За чужу провину». Роман. - Eine unbedeutende Frau. Roman. Meister-Verlag, Rosenheim 1954 — «Незначна жінка». Роман. - Unter der Linde. Sieben Novellen. Union-Verlag, Stuttgart 1932 — «Під липою. Сім новел». - Wie auch wir vergeben. Roman. Union-Verlag, Stuttgart 1934. — «Як також ми прощаємо». Роман. |